# Horacio Bascioni
Horacio Tomás Bascioni (Beccar, Provincia de Buenos Aires, ca. 1970) es un deportista argentino destacado por haber ganado cuatro medallas paralímpicas -una de oro y tres de plata- en los Juegos Paralímpicos de Barcelona 1992, Atlanta 1996 y Sídney 2000, todas en atletismo. Obtuvo además un récord paralímpico y cuatro diplomas paralímpicos.
Por sus logros deportivos fue becado por el ENARD y reconocido en Argentina como Maestro del Deporte (Ley 25962).

## Carrera deportiva

### Juegos Paralímpicos de Barcelona 1992
Horacio Bascioni compitió en cuatro eventos, ganando dos medallas, las únicas dos que ganó la delegación argentina. La medalla de oro en jabalina fue obtenida con récord paralímpico.

#### Oro en lanzamiento de jabalina
| Atletismo Varones Lanzamiento de jabalina THW2 Participantes: 7 | Atletismo Varones Lanzamiento de jabalina THW2 Participantes: 7 | Atletismo Varones Lanzamiento de jabalina THW2 Participantes: 7 | Atletismo Varones Lanzamiento de jabalina THW2 Participantes: 7 | Atletismo Varones Lanzamiento de jabalina THW2 Participantes: 7 |
|                                                                 | Atleta                                                          | País                                                            | Distancia                                                       |                                                                 |
| --------------------------------------------------------------- | --------------------------------------------------------------- | --------------------------------------------------------------- | --------------------------------------------------------------- | --------------------------------------------------------------- |
| 1                                                               | Horacio Bascioni                                                | Argentina                                                       | RP 12.62                                                        |                                                                 |
| 2                                                               | Douglas Heir                                                    | Estados Unidos                                                  | 11.96                                                           |                                                                 |
| 3                                                               | Hal Merril                                                      | Canadá                                                          | 11.50                                                           |                                                                 |
| Fuente: IPC.                                                    |                                                                 |                                                                 |                                                                 |                                                                 |

#### Plata en lanzamiento de bala
| Atletismo Varones Lanzamiento de bala THW2 Participantes: 7 | Atletismo Varones Lanzamiento de bala THW2 Participantes: 7 | Atletismo Varones Lanzamiento de bala THW2 Participantes: 7 | Atletismo Varones Lanzamiento de bala THW2 Participantes: 7 | Atletismo Varones Lanzamiento de bala THW2 Participantes: 7 |
|                                                             | Atleta                                                      | País                                                        | Distancia                                                   |                                                             |
| ----------------------------------------------------------- | ----------------------------------------------------------- | ----------------------------------------------------------- | ----------------------------------------------------------- | ----------------------------------------------------------- |
| 1                                                           | Douglas Heir                                                | Estados Unidos                                              | RM 6.95                                                     |                                                             |
| 2                                                           | Horacio Bascioni                                            | Argentina                                                   | 6.08                                                        |                                                             |
| 3                                                           | Hal Merril                                                  | Canadá                                                      | 5.86                                                        |                                                             |
| Fuente: IPC.                                                |                                                             |                                                             |                                                             |                                                             |

### Juegos Paralímpicos de Atlanta 1996
Horacio Bascioni compitió en tres eventos de atletismo, ganando la medalla de plata en lanzamiento de disco y dos diplomas paralímpicos en lanzamiento de bala (5º) y lanzamiento de jabalina (5º).

#### Plata en lanzamiento de disco
| Atletismo Varones Lanzamiento de disco F51 Participantes: 5 | Atletismo Varones Lanzamiento de disco F51 Participantes: 5 | Atletismo Varones Lanzamiento de disco F51 Participantes: 5 | Atletismo Varones Lanzamiento de disco F51 Participantes: 5 | Atletismo Varones Lanzamiento de disco F51 Participantes: 5 |
|                                                             | Atleta                                                      | País                                                        | Tiempo                                                      |                                                             |
| ----------------------------------------------------------- | ----------------------------------------------------------- | ----------------------------------------------------------- | ----------------------------------------------------------- | ----------------------------------------------------------- |
| 1                                                           | Ghader Raz                                                  | Irán                                                        | RP 16.48                                                    |                                                             |
| 2                                                           | Horacio Bascioni                                            | Argentina                                                   | 14.54                                                       |                                                             |
| 3                                                           | Douglas Heir                                                | Estados Unidos                                              | 13.88                                                       |                                                             |
| Fuente: IPC.                                                |                                                             |                                                             |                                                             |                                                             |

### Juegos Paralímpicos de Sídney 2000
Horacio Bascioni compitió en tres eventos de atletismo, ganando la medalla de plata en lanzamiento de disco y un diploma paralímpico en lanzamiento de jabalina (6º).

#### Plata en lanzamiento de disco
| Atletismo Varones Lanzamiento de disco F52 Participantes: 11 | Atletismo Varones Lanzamiento de disco F52 Participantes: 11 | Atletismo Varones Lanzamiento de disco F52 Participantes: 11 | Atletismo Varones Lanzamiento de disco F52 Participantes: 11 | Atletismo Varones Lanzamiento de disco F52 Participantes: 11 |
|                                                              | Atleta                                                       | País                                                         | Distancia                                                    |                                                              |
| ------------------------------------------------------------ | ------------------------------------------------------------ | ------------------------------------------------------------ | ------------------------------------------------------------ | ------------------------------------------------------------ |
| 1                                                            | Modabber Ghader Raz                                          | Irán                                                         | RM 17.79                                                     |                                                              |
| 2                                                            | Horacio Bascioni                                             | Argentina                                                    | 15.22                                                        |                                                              |
| 3                                                            | Aigars Apinis                                                | Letonia                                                      | 15.12                                                        |                                                              |
| Fuente: IPC.                                                 |                                                              |                                                              |                                                              |                                                              |

### Juegos Paralímpicos de Atenas 2004
En Atenas 2004 Horacio Bascioni compitió en dos eventos de atletismo, ganando un diploma paralímpico en lanzamiento de disco (4ª posición), en el que alcanzó la misma distancia que el competidor que obtuvo la medalla de bronce.

### Otros resultados
En los Juegos Parapanamericanos 2007 Horacio Bascioni obtuvo medalla de bronce en lanzamiento de disco y diploma en lanzamiento dfe jabalina.